# 百花洲 (南昌)

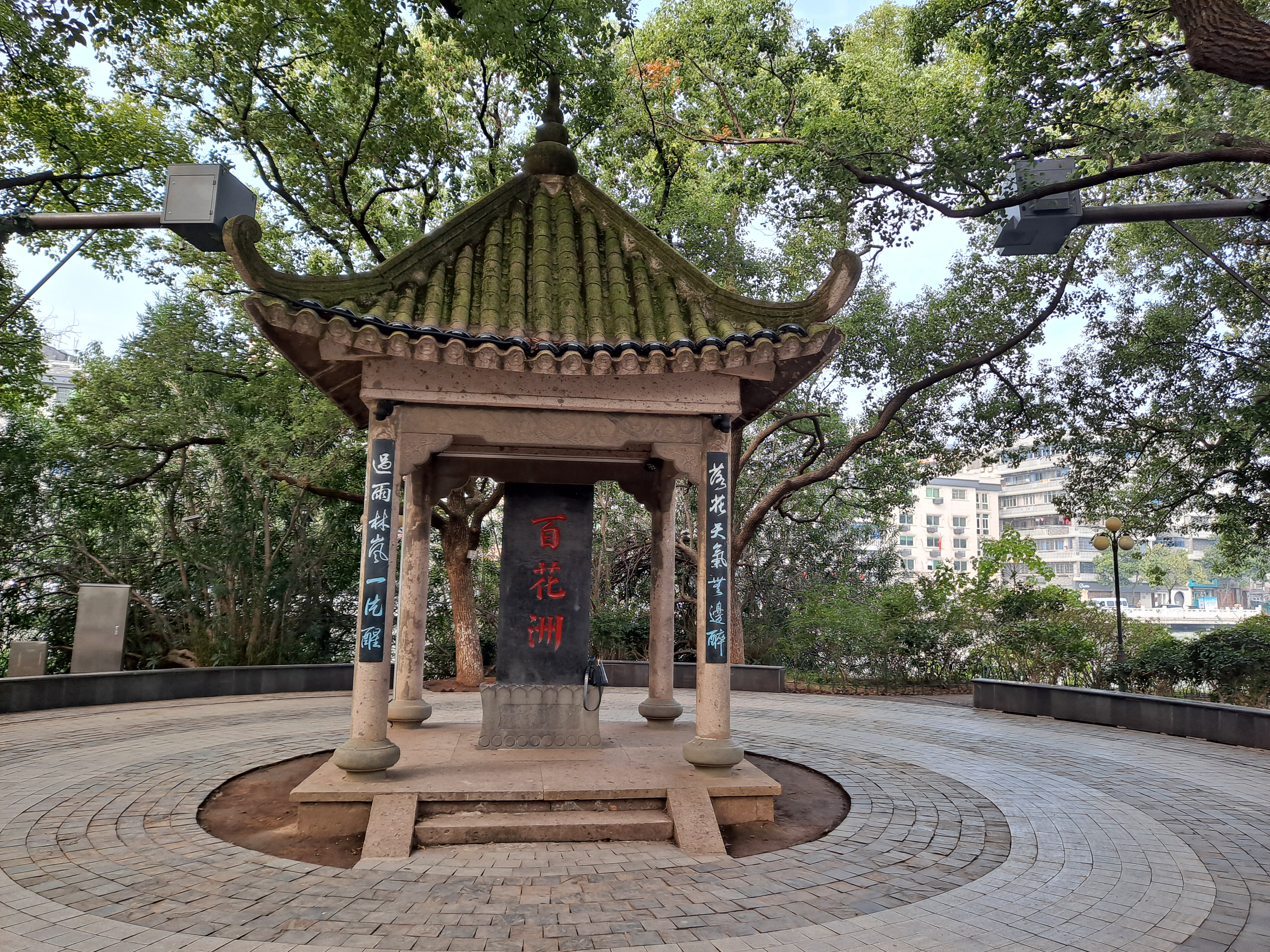
百花洲

百花洲位於南昌市區的狀元橋和三道橋之間東湖一帶。百花洲共有三洲，二洲在八一公園內，一洲為今省圖書館、少年宮所在地。北部一洲疊石成峰，土阜孤聳，亭峙其巔，稱“冠鼇亭”。東部一洲深入湖心，為宋朝名士蘇雲卿灌園場所，名為蘇翁圃。清朝乾隆十一年（1746年），江西布政使彭家屏書下“百花洲”三字。唐代詩人張九齡、杜牧，宋代詞家辛棄疾均有描繪百花洲風景的作品。